# Siegfried Rossmann
Siegfried Rossmann (* 5. Februar 1917 in Kolberg, Pommern; † 15. Juni 1975 in Schwerin, Bezirk Schwerin) war ein deutscher Richter in Mecklenburg. Zuletzt war er Oberkirchenratspräsident in Schwerin.

## Leben
Rossmanns Eltern waren der Oberverwaltungssekretär Adolf Rossmann und seine Frau Magdalene geb. Wachs.
Am Domgymnasium Kolberg bestand Rossmann die Abiturprüfung am 12. März 1936. Er studierte an der Preußischen Universität zu Greifswald, der Schlesischen Friedrich-Wilhelms-Universität Breslau, der Friedrich-Wilhelms-Universität zu Berlin und der Albertus-Universität Königsberg Rechtswissenschaft. In Königsberg bestand er am 17. Oktober 1939 das Referendarexamen. Am 23. Januar 1946 trat er in den Justizdienst in der Sowjetischen Besatzungszone. In der Deutschen Demokratischen Republik war er Richter in Rostock, Hagenow und Parchim. Die Assessorprüfung holte er am 14. Dezember 1951 in Berlin nach.
Nachdem er zunehmend Schwierigkeiten in seiner Tätigkeit als Richter am Kreisgericht Hagenow bekommen hatte, wechselte er zum Jahreswechsel 1965/66 in den Kirchendienst. Ab 1. Januar 1966 war er juristischer Referent (Kirchenrat) im Schweriner Oberkirchenrat. Am 1. März 1970 wurde er Oberkirchenratspräsident. Rossmann wurde seit 1967 vom Ministerium für Staatssicherheit (MfS) als IM Jurist geführt, verweigerte sich den Kontakten mit dem MfS aber zunehmend. Er starb mit 58 Jahren im Amt.
Am 23. Mai 1947 hatte er in Lübtheen die medizinisch-technische Gehilfin Ilse Obenhaus (* 1924 in Lübtheen) geheiratet. Aus der Ehe gingen 1948 die Tochter Brigitte und 1951 der Sohn Holger hervor.